# Vojtěch Caska
Vojtěch Caska (20 de abril de 1954) es un deportista checoslovaco que compitió en remo. Ganó dos medallas de plata en el Campeonato Mundial de Remo, en los años 1979 y 1982.

## Palmarés internacional
| Campeonato Mundial | Campeonato Mundial | Campeonato Mundial | Campeonato Mundial |
| Año                | Lugar              | Medalla            | Prueba             |
| ------------------ | ------------------ | ------------------ | ------------------ |
| 1979               | Bled (Yugoslavia)  | Medalla de plata   | Cuatro sin timonel |
| 1982               | Lucerna (Suiza)    | Medalla de plata   | Cuatro con timonel |